# Arthroleptella ngongoniensis
Arthroleptella ngongoniensis är en groddjursart som beskrevs av Bishop och Neville Passmore 1993. Arthroleptella ngongoniensis ingår i släktet Arthroleptella och familjen Pyxicephalidae. Inga underarter finns listade i Catalogue of Life.